# Deviock
Deviock – wieś w Anglii, w Kornwalii. Leży 88 km na wschód od miasta Penzance i 324 km na południowy zachód od Londynu.